# Валлелунга (траса)
Автодром Валлелунга (італ. Autodromo di Vallelunga) — кільцева гоночна траса за 32 кілометри на північ від Рима. Використовується для проведення автомобільних і мотоциклетних перегонів італійських і міжнародних чемпіонатів.
| Назва                  | Autodromo di Vallelunga                     |
| Розташування           | Область Кампаньяно-ді-Рома, Італія          |
| Часовий пояс           | GMT +1                                      |
| Географічні координати | 42°09′39″ п. ш. 12°22′09″ с. д              |
| Основні події          | SBK; ELMS; WSC; ISC; ETTC; Ф2; Формула-Рено |
| Довжина траси          | 4,085 км.                                   |
| Повороти               | 10                                          |

## Історія
Траса побудована в 1951 році і спочатку існувала у формі овалу для трекових перегонів. В 1958 році було добудовано петлю в середину овалу яка продовжила трасу до 1 746 метрів. В 1963 році для проведення Гран-Прі Рима поряд з одним із поворотів овалу було побудовано дорожню частину яка продовжила загальну довжину траси до 3 222 метри.
Гран-Прі Риму входило до заліку чемпіонату Європи Формули-2, змагання яких проводилися з 1963 по 1991 роки. Із 1973 року на автодромі проводилися перегони «6 годин Валлелунги», яка з 1973 до 1980 років входила в залік чемпіонату світу спортивних автомобілів (Світовий чемпіонат спортивних автомобілів — World Sporstcar Championship).
У 2006 році між поворотами Cimini і Trincea додали нову петлю, яка дозволила трасі отримати дозвіл від FIA на проведення тестів для автомобілів Формули-1.
Також, з 2001 року тут проводяться перегони на витривалість — «Європейської серії Ле-Ман», а з 2007 року чемпіонат світу з мотоперегонів супербайк — SBK.
Щороку відвідує автодром і туринговий чемпіонат Ferrari Challenge Europe, які змагаються на модифікованих моделях Ferrari 458 Italia.

## Перемоги українців на трасі Валлелунга
На першому Кубку з дрифтінгу, який з 2019 року став невід'ємною частину Ігор з автоспорту Міжнародної автомобільної федерації (англ. FIA Motorsport Games Drifting Cup), і проводився з 1 по 2 листопада, переможцем став Дмитро Іллюк.

## Цікаві факти
• Автомобіль De Tomaso Vallelunga отримав своє ім'я завдяки назві цієї траси.

## Галерея

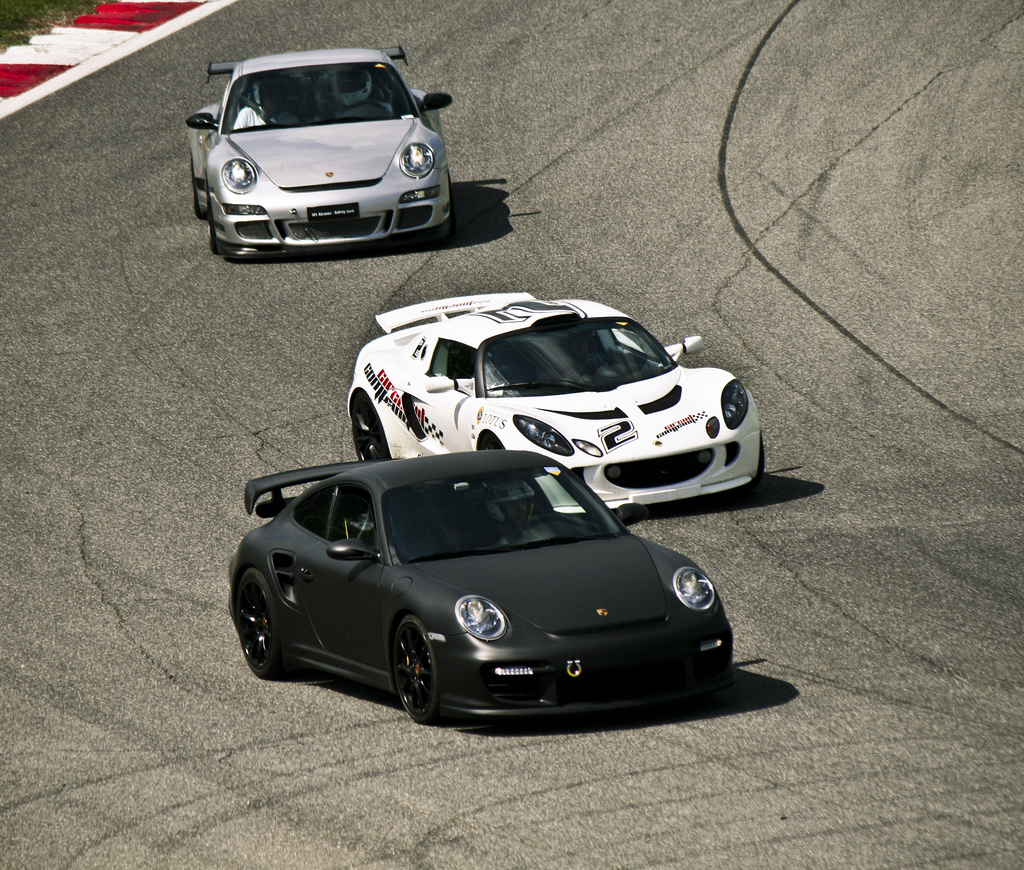
Чорний Porsche 997 GT2, сірий 997 GT3 RS і білий Lotus Exige на трасі під час гонок у 2011 році
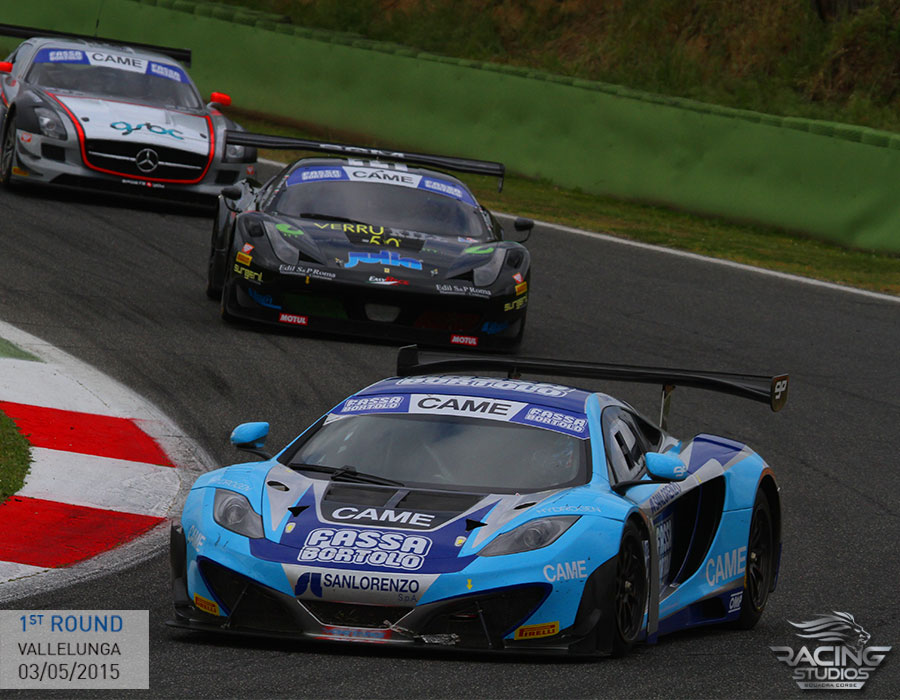
Перегони у 2015 році
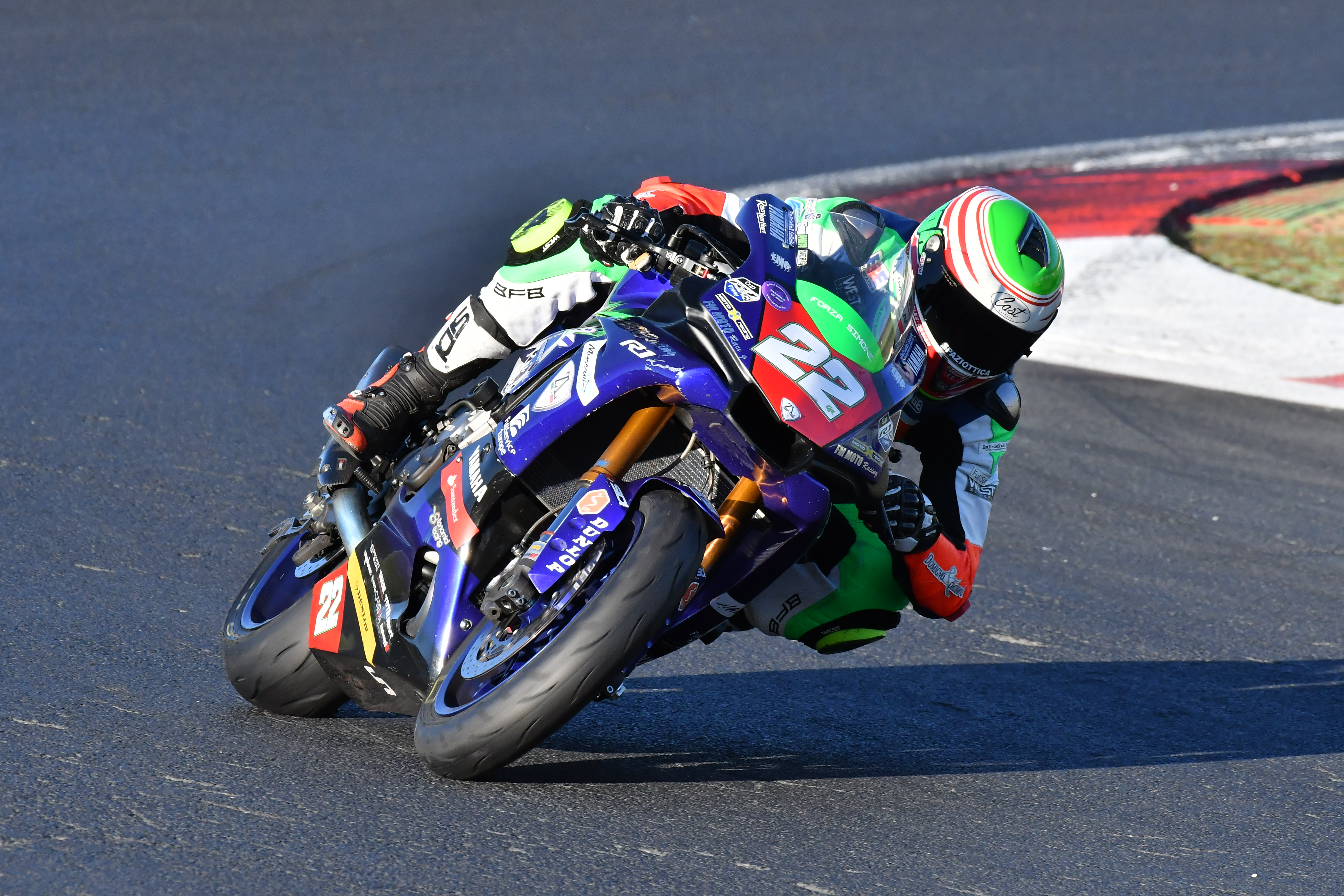
Стефано Фугарді на Yamaha YZF-R1 під час гонок у 2017 році